# Тупичівська Дача-II (заказник)
Тупи́чівська Да́ча-II — ботанічний заказник місцевого значення в Україні. Розташований у межах Чернігівського району Чернігівської області, на північ від села Пекурівка.
Площа 174 га. Статус присвоєно згідно з рішенням Чернігівського облвиконкому від 31.07.1991 року № 159. Перебуває у віданні ДП «Городнянське лісове господарство» (Тупичівське л-во, кв. 37, 38, 63, 64).
Статус присвоєно для збереження частини лісового масиву з цінними насадженнями сосни віком 40-60 років; у домішку — переважно береза. В окремих заболочених пониженнях зростає вільха чорна. В трав'яному покрові соснових угруповань зростають бореальні види, у вільшняках – гідрофільні види.